# جائزة كندا الكبرى 1974
جائزة كندا الكبرى 1974 هو سباق فورمولا 1 أقيم بتاريخ 22 سبتمبر 1974 في أونتاريو، كندا. كان الرابع عشر من أصل 15 في بطولة العالم لسباقات الفورمولا واحد موسم 1974. حلّ البرازيلي إيمرسون فيتيبالدي أولا بينما جاء السويسري كلاي ريجاتسوني في المركز الثاني.